# Равенство на Ойлер
В математическия анализ равенството на Ойлер, кръстено на швейцарския математик Ойлер, е
{\displaystyle e^{i\pi }+1=0\,\!},
където
{\displaystyle e\,\!} е неперовото число, основата на естествените логаритми,
{\displaystyle i\,\!} е имагинерната единица, дефинирана като i2 = −1,
{\displaystyle \pi \,\!} е лудолфовото число, отношението между дължината на дадена окръжност и нейния диаметър.
Ойлеровото равенство се счита за забележително заради връзката, която полага, между пет от най-ключовите математически константи:
- числото 0.
- числото 1.
- числото π, което е широко разпространено в тригонометрията, евклидовата геометрия и математическия анализ.
- числото {\displaystyle e}, основата на естествения логаритъм, широко разпространено в математиката и множество други дялове на науката. И π, и {\displaystyle e} са трансцендентни числа.
- числото {\displaystyle i}, имагинерната единица в полето на комплексни числа, което съдържа корените на всички възможни многочлени с реални коефициенти, и изследването на които води до редица ключови теореми в областта на алгебрата и математическия анализ.

## Обяснение
Равенството на Ойлер е специален случай на формулата на Ойлер от комплексния анализ, която гласи, че за всяко реално число x,
{\displaystyle e^{ix}=\cos x+i\sin x}
където стойностите на синуса и косинуса са в радиани.
В частност, когато x = π, или един полуоборот (180°) около окръжност:
{\displaystyle e^{i\pi }=\cos \pi +i\sin \pi .}
Тъй като
{\displaystyle \cos \pi =-1}
и
{\displaystyle \sin \pi =0,}
следва, че
{\displaystyle e^{i\pi }=-1+0i,}
което дава равенството на Ойлер:
{\displaystyle e^{i\pi }+1=0.}